# San Vicente (El Salvador)
San Vicente  é um município de El Salvador e capital do departamento de San Vicente. Foi fundada em 1635 e tornou-se a capital da república no século XIX. Durante a colonização espanhola, foi um dos mais importantes municípios de El Salvador. De acordo com o censo de 2007, sua população era de 53 213 habitantes.